# Тобелер
Тобелер (алт. Тöбöлöр – холмы) — село в Кош-Агачском районе Республики Алтай. Образует Тобелерское сельское поселение.

## География
Расположено между протоками Дженишкетал и Ортолык в 12 км к юго-востоку от Кош-Агача. Вблизи села проходит автодорога Р256 (Чуйский тракт).

## Этимология
Тобелер (алт. Тöбöлöр) — небольшие возвышения, холмы, пригорки.

## Население
| 2010 | 2011  | 2012 | 2013 | 2014 | 2015 | 2016 | 2017 | 2018 |
| ---- | ----- | ---- | ---- | ---- | ---- | ---- | ---- | ---- |
| 1058 | ↗1062 | ↘993 | ↗997 | ↘963 | ↗966 | ↘915 | ↘910 | ↗912 |
| 2019 | 2020  | 2021 |      |      |      |      |      |      |
| ↗923 | ↘909  | ↘801 |      |      |      |      |      |      |

Национальный состав
Согласно результатам переписи 2002 года, в национальной структуре населения казахи составляли 99 % от общей численности населения в 1379 жителей.

## Климат
Холодный степной климат определяется как категории BSk по классификации Кёппена, то есть климат полупустынь.
| Показатель                   | Янв.  | Фев.  | Март  | Апр. | Май | Июнь | Июль | Авг. | Сен. | Окт. | Нояб. | Дек.  | Год  |
| ---------------------------- | ----- | ----- | ----- | ---- | --- | ---- | ---- | ---- | ---- | ---- | ----- | ----- | ---- |
| Средняя температура, °C      | −27,3 | −23,4 | −11,8 | 0,0  | 7,4 | 12,8 | 14,8 | 12,7 | 6,6  | −2,6 | −15,5 | −23,7 | −4,2 |
| Норма осадков, мм            | 3     | 1     | 1     | 4    | 8   | 21   | 38   | 26   | 8    | 4    | 4     | 4     | 122  |
| Источник: ФГБУ "ВНИИГМИ-МЦД" |       |       |       |      |     |      |      |      |      |      |       |       |      |